# Narcís Monturiol

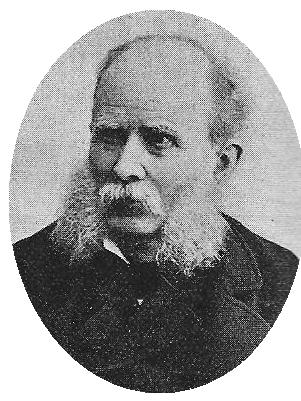
Narcís Monturiol im Jahr 1880

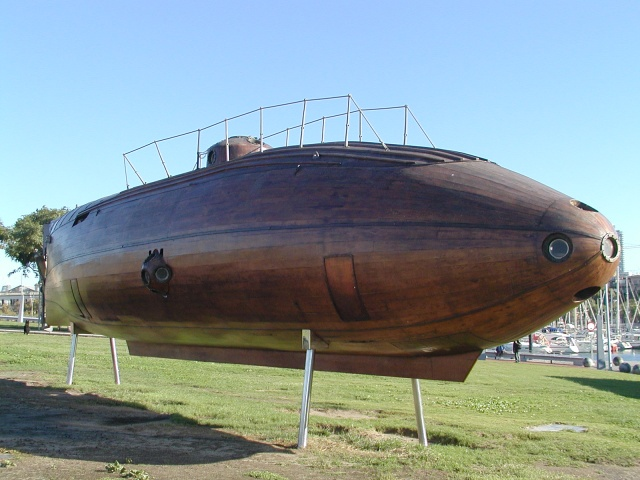
Nachbau der Ictíneo II im Hafen von Barcelona

Narcís Monturiol i Estarriol (* 28. September 1819 in Figueres, Spanien; † 6. September 1885 in Barcelona) war ein spanischer Ingenieur und Erfinder.
Narcís Monturiol konstruierte und baute mit der Ictíneo II das erste U-Boot, welches über einen mechanischen Antrieb verfügte.
Obwohl Monturiol 1845 sein Rechtswissenschaftsstudium in Barcelona erfolgreich beendete, arbeitete er niemals als Jurist. Durch seine Freundschaft mit Abdó Terrades kam er der Republikanischen Partei Spaniens näher und schloss sich dieser an. Darüber hinaus sympathisierte er auch mit den sozialistischen Ideen von Étienne Cabet. So unterstützte er die katalanische Unabhängigkeitsbewegung, was ihn schließlich 1848 ins Exil nach Frankreich zwang.
Nach seiner Rückkehr absolvierte er eine Ausbildung als Schriftsetzer und veröffentlichte später die Schriften La madre de familia (1846) und La Fraternidad (1847–1848), welche die erste kommunistische Zeitung Spaniens wurde.
Bei seinem Aufenthalt in Cadaqués konnte er die Taucher bei ihrer gefährlichen Arbeit der Korallenernte beobachten und wurde so auch Zeuge eines tödlichen Unfalls, als ein Taucher dabei ertrank. Dieses Erlebnis veranlasste ihn dazu, über die Möglichkeiten einer „ungefährlicheren Korallenernte“ durch Unterwasserfahrzeuge nachzudenken. Im September 1857 kehrte er nach Barcelona zurück und organisierte dort die Gründung der ersten spanischen Handelsgesellschaft zur Erforschung von Unterseebooten. Sie trug den Namen Monturiol, Font, Altadill y Cía und verfügte über ein Gründungskapital von 10.000 Peseten.
1858 schließlich stellte er seine Idee und sein Projekt in der wissenschaftlichen Abhandlung Ictíneo oder das Fisch-Schiff vor. Die erste Tauchfahrt seines ersten U-Boots Ictíneo I fand im September 1859 im Hafen von Barcelona statt. Am 2. Oktober 1864 bestritt die Ictíneo II ihre Jungfernfahrt.
Eine Ausstellung zur Arbeit Monturiols befindet sich im Museu Marítim de Barcelona.